# Finale del campionato NFL 1964
La finale del campionato NFL 1964 è stata la 32ª del campionato della NFL. La gara si tenne 27 dicembre 1964 al Stadium di Cleveland, Ohio davanti a una folla di 79.544 spettatori e fu la prima finale trasmessa in televisione dalla CBS.
I Baltimore Colts terminarono la stagione regolare con un record di 12-2 e vinsero la Western Conference. La squadra era guidata dall'allenatore al secondo anno Don Shula e dal quarterback Johnny Unitas. Questa fu la terza squadra che la franchigia arrivò in finale da quando si unì alla National Football League nel 1953.
I Cleveland Browns terminarono la stagione regolare con un record di 10-3-1 e vinsero la Eastern Conference. La squadra era guidata dal capo-allenatore Blanton Collier, dal quarterback Frank Ryan, dal running back Jim Brown e dai ricevitori Gary Collins e Paul Warfield. Questa fu l'ottava apparizione dei Browns in finale da quando arrivarono nella lega nel 1950.
Questa vittoria dei Browns è stata l'ultima di un campionato di una franchigia dei quattro sport maggiori della città di Cleveland, fino al titolo dei Cavaliers, nella NBA, nel 2016.

## Marcature
- CLE - FG Groza 43 3-0 CLE
- CLE - TD Collins su passaggio da 18 yard di Ryan (extra point segnato da Groza) 10-0 CLE

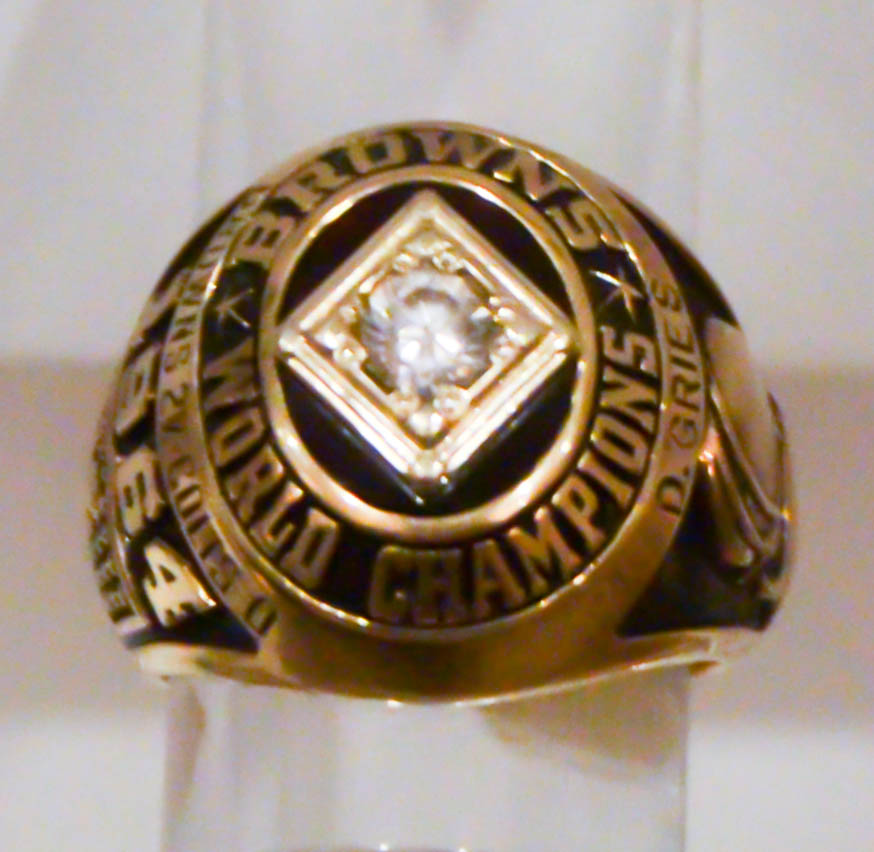
L'anello di campioni dei Browns.

- CLE - TD Collins su passaggio da 42 yard di Ryan (extra point segnato da Groza) 17-0 CLE
- CLE - FG Groza 9 20-0 CLE
- CLE - TD Collins su passaggio da 51 yard di Ryan (extra point segnato da Groza) 27-0 CLE

## Arbitri
- Capo-arbitro: (56) Norm Schachter
- Umpire: (57) Joe Connell
- Capo degli arbitri di linea: (30) George Murphy
- Arbitro di linea: (16) Mike Lisetski
- Arbitro posteriore: (25) Tom Kelleher
- Riserve: (52) George Rennix, (29) Stan Jaworowski